# Manduca manducoides
Manduca manducoides là một loài bướm đêm thuộc họ Sphingidae. Nó được tìm thấy ở Bolivia, Argentina, Paraguay và Brasil.
Con trưởng thành bay vào tháng 8, tháng 9, tháng 10, tháng 11 và tháng 12, although the peak flight seems to be tháng 9 đến tháng 10. Có một lứa một năm.
Ấu trùng ăn Annona coriacea.

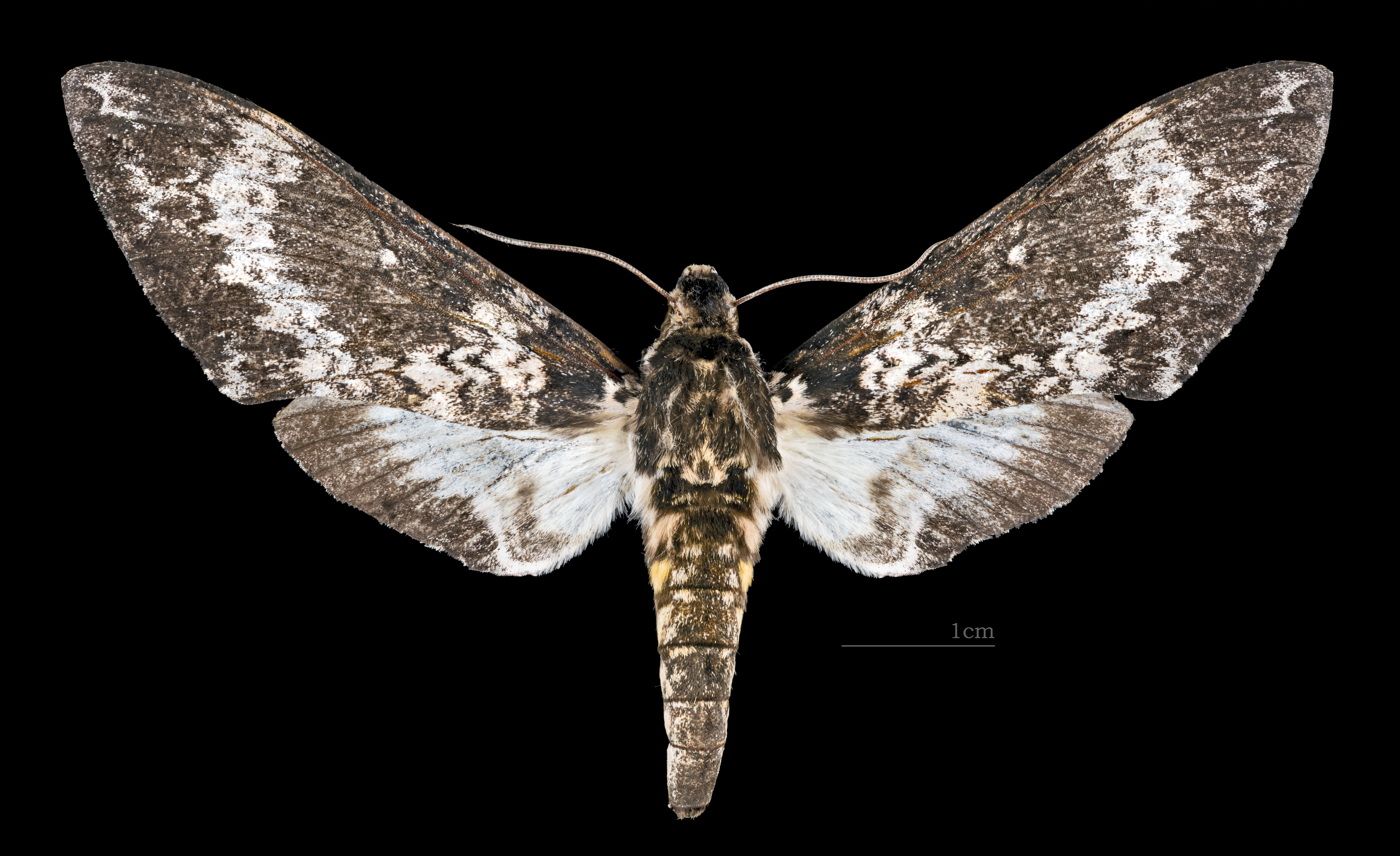
Manduca manducoides ♀
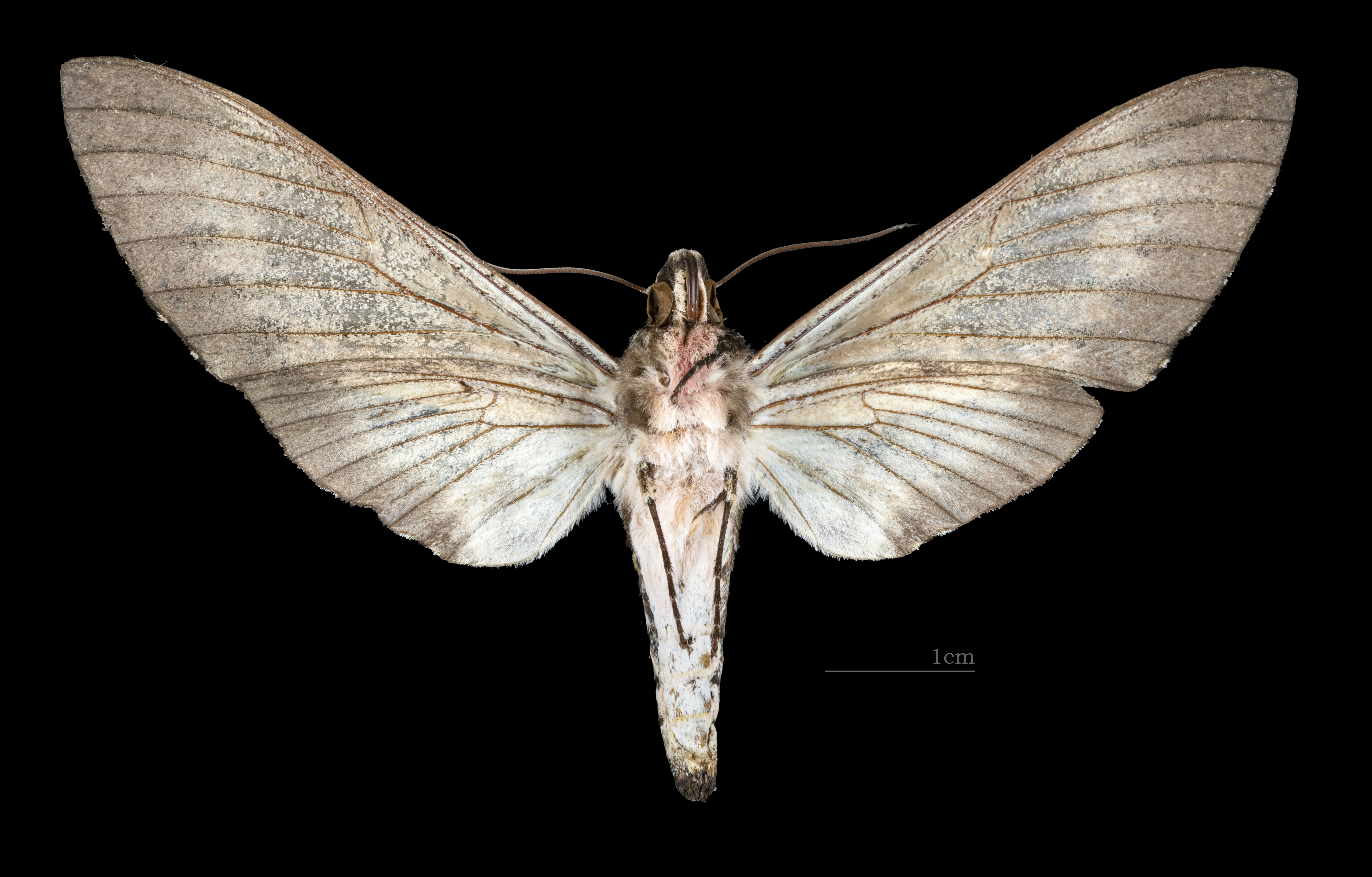
Manduca manducoides  ♀ △